# André Klopmann
Pour les articles homonymes, voir Klopmann.
 (mars 2016).
Si vous disposez d'ouvrages ou d'articles de référence ou si vous connaissez des sites web de qualité traitant du thème abordé ici, merci de compléter l'article en donnant les références utiles à sa vérifiabilité et en les liant à la section « Notes et références ».
André Klopmann est un auteur suisse, né à Genève en 1961. Il a publié des romans, des biographies, des nouvelles, des récits et des essais. Il a été journaliste, directeur d'institutions culturelles et haut fonctionnaire. 

## Publications
- Je vous écris de Porrentruy, Genève, Slatkine, 2025
- Genève. Quatre saisons, avec Stephan Torre, photographe, Slatkine, 2024.
- La Société des Vieux-Grenadiers dans l’histoire genevoise, Genève, Slatkine, 2024.
- Genève d’antan, Bordeaux, HC-édition, 2023. Réédition.
- L’Art d’arrondir les angles, avec Hugo Baud, illustrateur, Genève, Slatkine, 2021.
- Le violon enchanteur, in OSR Premier Siècle, avec Etienne Barilier, Eugène, Mélanie Chappuis, Frédéric Pajak... Genève, Slatkine, 2018.
- De mémoire en oubli, avec Eric-Emmanuel Schmitt, Amélie Nothomb, Irène Frain, Metin Arditi, Zaz, Tom Tirabosco... Genève, Good Heidi, 2018.
- Tant qu'il y aura du hareng, avec Corinne Jaquet, Sandra Mamboury, Christian Vellas, Mélanie Richoz, Joël Cerutti, Olivier Meuwly, André Fauchère, François Perraudin et Mine Vander, in Slatkine 1918-2018, Genève, Slatkine, 2018.
- La Nuit des longues échelles, avec Luc Buscarlet, photographe, Genève, Slatkine, 2017
- L'Avenir du passé : Comment sauver mille ans de patrimoine genevois, Genève, Slatkine, 2017, 112 p. (ISBN 978-2-8321-0830-7)
- Genève Trois pour Sang, avec Corinne Jaquet et Sandra Mamboury, Genève, Slatkine, 2017, 160 p.  (ISBN 9782832108086) [1]

- Genève à travers la carte postale ancienne, Paris, HC-Éditions, 2015, réédition brochée de Genève d'antan (2013)
- Les Nouveaux bistrots de Genève – et les incontournables, édition VII, avec Nicolas Burgy et Marie Battiston, Olivier Vogelsang photographe, Genève, Slatkine, 2015
- Genève Sang dessus dessous, avec Corinne Jaquet, Sandra Mamboury, Eric Golay et Luc Jorand, Genève, Slatkine, 2014
- Genève d'antan, iconographie de Florent Morisoli, Paris, HC-Editions, 2013
- Traits d'union, avec Alan Humerose, photographe, Nyon, Glénat, 2011
- Mon Dictionnaire de Genève, Genève, Slatkine, 2011
- Le secret du maître hollandais (et autres nouvelles extraordinaires), Genève, Slatkine, 2010
- Les Nouveaux bistrots de Genève – et les incontournables, éditions V et VI, avec Nicolas Burgy et Olivier Vogelsang, photographe, Genève, Slatkine, 2008, 2010
- L'Esprit des Genevois (le pendule des inquiétudes), Genève, Slatkine, 2008
- Les Nouveaux bistrots de Genève – et les incontournables, éditions I, II, III et IV avec Nicolas Burgy et Magali Girardin, photographe, Genève, Slatkine, 2000, 2002, 2004, 2006
- La diplomatie en 120 formules (comment exprimer courtoisement ses sentiments quand il nous vient des envies de meurtre), Genève, Slatkine, 2006
- Baudruches et faux derches, Genève, Slatkine, 2004
- Genève Lumière, avec Marcel Malherbe, photographe, Genève, Slatkine, 2003
- G8, Genève rit jaune, avec Enrico Gastadello, Steeve Iuncker et Olivier Vogelsang, photographes, Genève, Slatkine, 2003
- Crève, l’écran, Paris, Fayard, 2001, Paris, Le Cercle Polar, 2002, Versailles, Feyriane, 2002
- Wenger, Genève, Carré, 1999
- Shinagawa-Genève, Genève, Fondation Oltramare, 1996
- Citoyens du Monde, avec Nicolas Faure, photographe, Zurich, Scalo et Genève, Ville de Meyrin, 1999
- Le Corbusier, l’homme, Genève, Slatkine, 1995
- Magie du Rail, avec René Groebli, photographe, Paris, Bibliothèque des Arts, 1993 et Neuchâtel, Ides & Calendes, 1994
- Michel Simon, Genève, Slatkine, 1994
- Paris 24e canton, avec Peter Knapp, photographe, Genève, Slatkine, 1993
- Visions, avec René Groebli, photographe, Hermance, Camera Obscura, 1992
- Humeurs Citadines, préface de Bernard Haller, Lausanne, l’Âge d’Homme, 1980
- Limpide semblait la gargouille, préface de Rufus, Genève, Poésie Vivante, 1979

## Principales contributions
- De mémoire en oubli, Genève, Good Heidi, 2018
- OSR Premier Siècle, Genève, Slatkine, 2018
- Slatkine 2018-2018, Genève, Slatkine, 2018
- Petits meurtres en Suisse, Genève, Zoé, 2005
- Boucs émissaires, Montréal, Les 400 Coups, 2005
- De quoi GE me mêle ?, Lausanne, Favre, 2003
- Cent ans de Cinéma, Genève, Promoédition et Zurich, Kunstmuseum, 1996
- L’art dans la rue, Genève, Ville de Genève, 1985

## Scénarios
- Amour viral, TSR 2003, réal. Simon Edelstein, prod. Dominique Warluzel et Raymond Vouillamoz
- Mauvais coups, TSR 2003, réal. Julian Nicole-Kay, prod. Dominique Warluzel et Raymond Vouillamoz
- Vie contre vie, TSR 2003, réal. Julian Nicole-Kay, prod. Dominique Warluzel et Raymond Vouillamoz
- Jardins en mouvement, TSR 1997, réalisation André Junod, prod. Nicole Wyer et Pierre Biner
- Intégrations, TV du Cycle d’orientaton (TVCO) 1993-1994, production CPAV (Département de l’instruction publique, Genève)

## Disque
- Jacob Bchiri - La mémoire des juifs de Djerba. Lausanne-Paris, VDE-Gallo, 2000.

## Distinctions
- Prix des Arts et Lettres de France, La Rochelle, 2006
- Grand Prix Fnac, Genève, 2005
- Prix du Quai des Orfèvres, Paris, 2002
- Prix des écrivains genevois, Genève, 2001
- Choc de l’Année du Monde de la Musique, Paris, 2001
- Médaille de bronze du Gala national de la Presse, Nancy, 1985